# Melléte
Melléte (szlovákul: Meliata) község Szlovákiában, a Kassai kerület Rozsnyói járásában.

## Fekvése
Rozsnyótól 22 km-re, délnyugatra fekszik.

## Története
1243-ban említik először.
A 18. század végén Vályi András így ír róla: „MELENTHE. Magyar falu Gömör Várm. földes Urai Draskóczy, és több Uraságok, lakosai többfélék, fekszik Csoltónak szomszédságában, és annak filiája, határja búzát terem, legelője, fája elég van, piatzozása közel, szenet, és meszet égetnek, tserép edényekkel is kereskednek."
A 19. század közepén Fényes Elek eképpen írja le: „Meléthe, magyar falu, Gömör és Kis-Honth egyesült vármegyékben: 163 kath., 395 ref., 18 evang. lak. Termékeny határ, makkos erdő, mész és cserépedény égetés. F. u. többen."
Borovszky monográfiasorozatának Gömör-Kishont vármegyét tárgyaló része szerint: „Melléte, a Murány patak mellett fekvő magyar kisközség, 84 házzal és 420, túlnyomó számban ág. ev. h. vallású lakossal. E község már a mai nevén a pápai tizedszedők jegyzékében is fel van említve. 1411-ben a mellétei Barna család az ura, később a Murányi, Mattyasovszky, Lokcsánszky, Kiss, Valkay és Draskóczy családok bírják, most pedig báró Vay Aloiziának van itt nagyobb birtoka. A községben két úrilak emelkedik, melyek közül az egyiket a Kiss, a másikat a Lokcsánszky család építtette. A róm. kath. templom az árpádházi királyok korából való, az ág. ev. templom pedig 1820-ban épült. A község postája, távírója és vasúti állomása Horka."
1920-ig Gömör-Kishont vármegye Tornaljai járásához tartozott. 1938 és 1945 között ismét Magyarország része.

## Népessége
| Év:            | 1994. | 2004.   | 2014.   | 2024.    |
| -------------- | ----- | ------- | ------- | -------- |
| Emberek száma: | 241   | 223     | 206     | 169      |
| Eltérés:       |       | -7,46 % | -7,62 % | -17,96 % |

| Év:            | 2023. | 2024. |
| -------------- | ----- | ----- |
| Emberek száma: | 169   | 169   |
| Eltérés:       |       | +0 %  |

1910-ben 389-en, túlnyomórészt magyar anyanyelvűek lakták.
2001-ben 238 lakosából 177 magyar és 46 szlovák volt.
2011-ben 215 lakosából 147 magyar és 31 szlovák volt.
2021-ben 183 lakosából 113 (+11) magyar, 1 (+1) cigány, 59 (+3) szlovák és 10 ismeretlen nemzetiségű volt.

## Nevezetességei

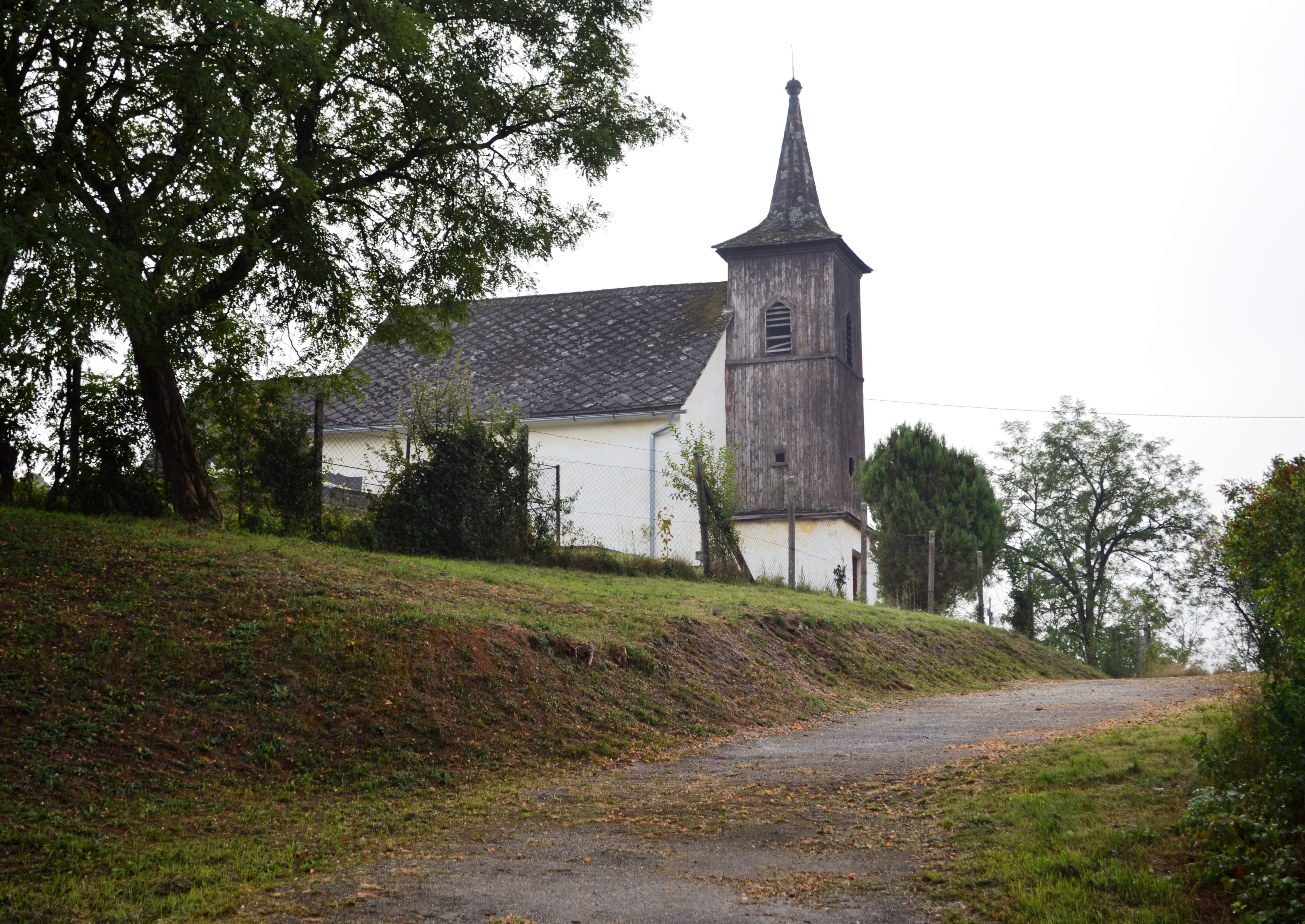
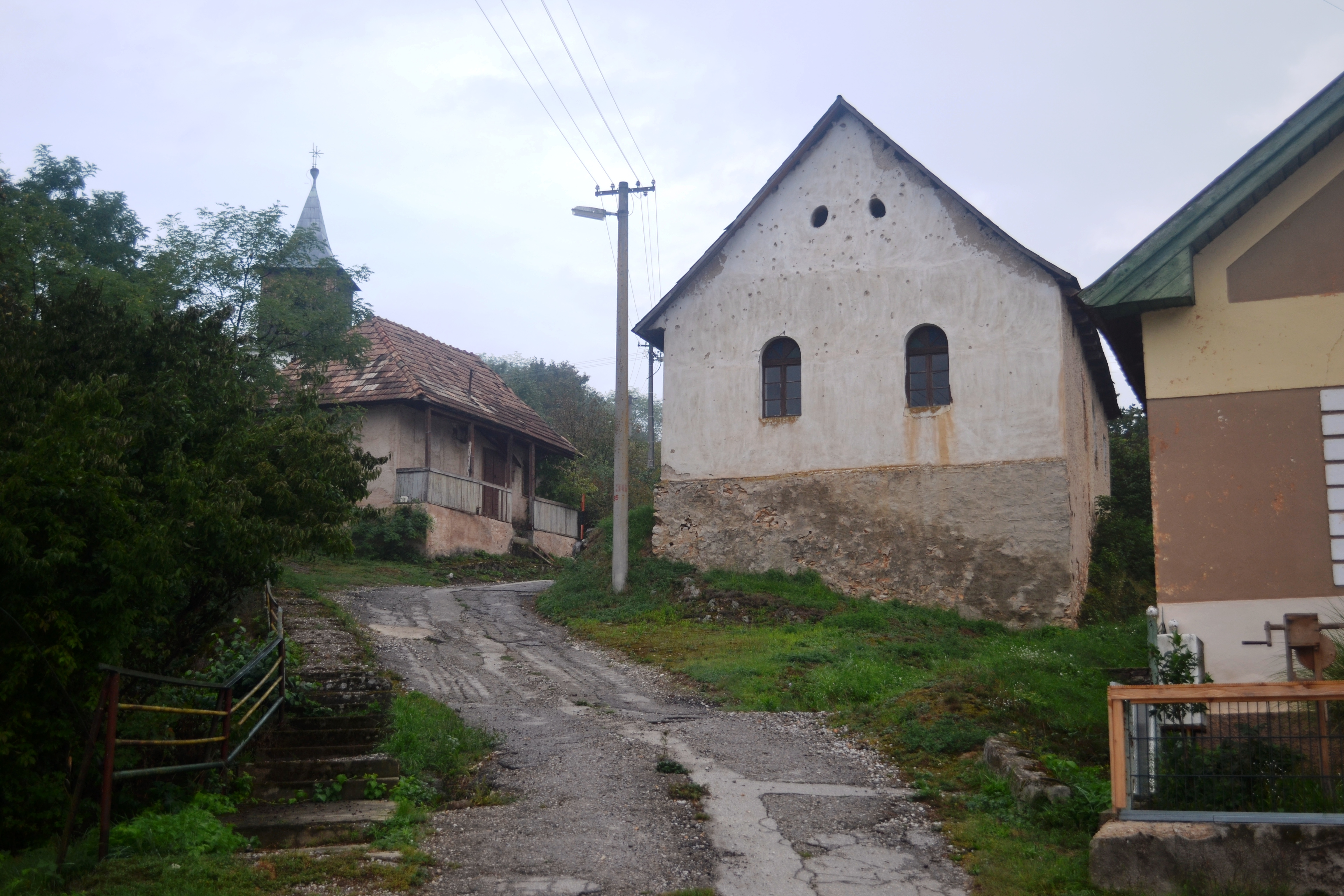
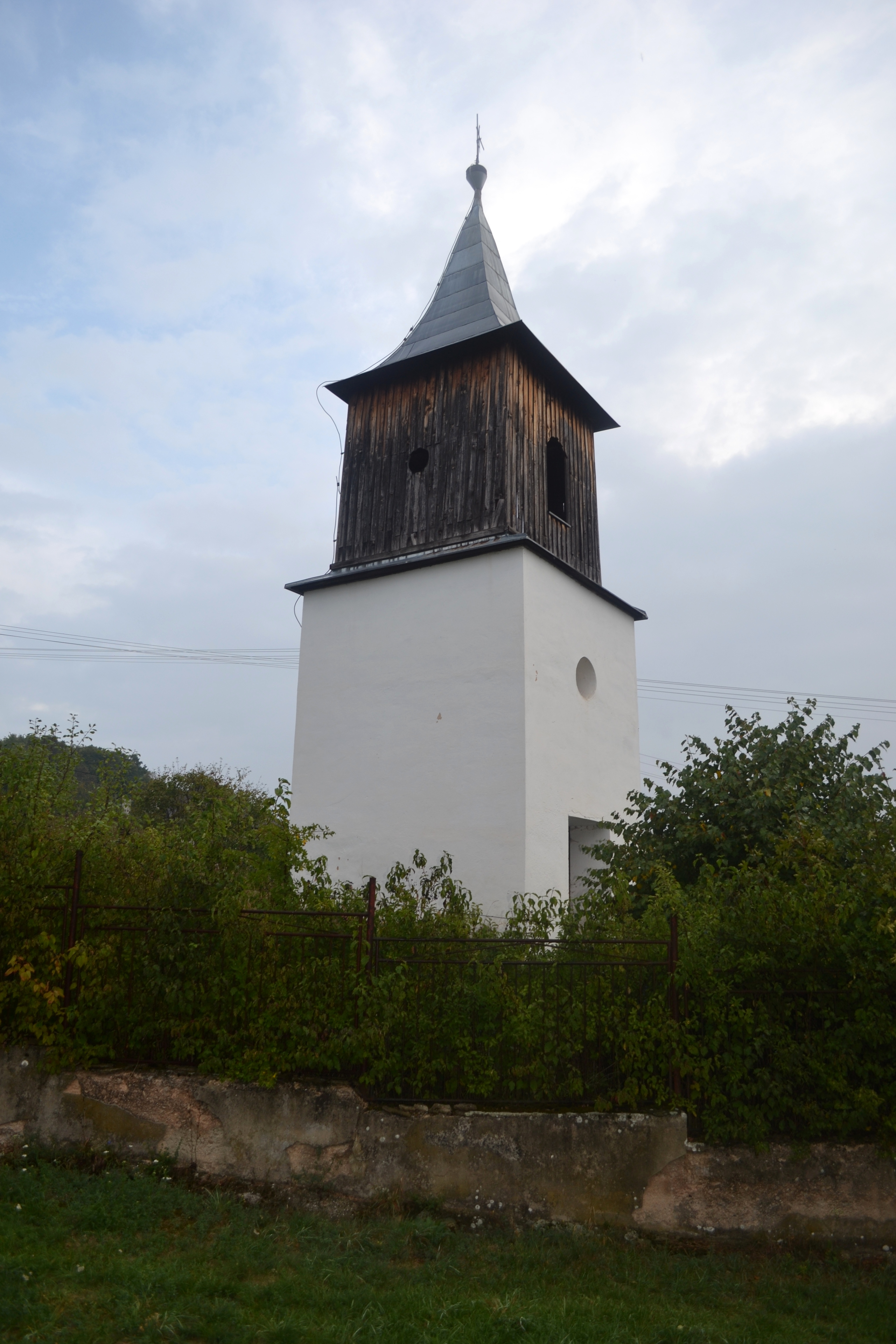
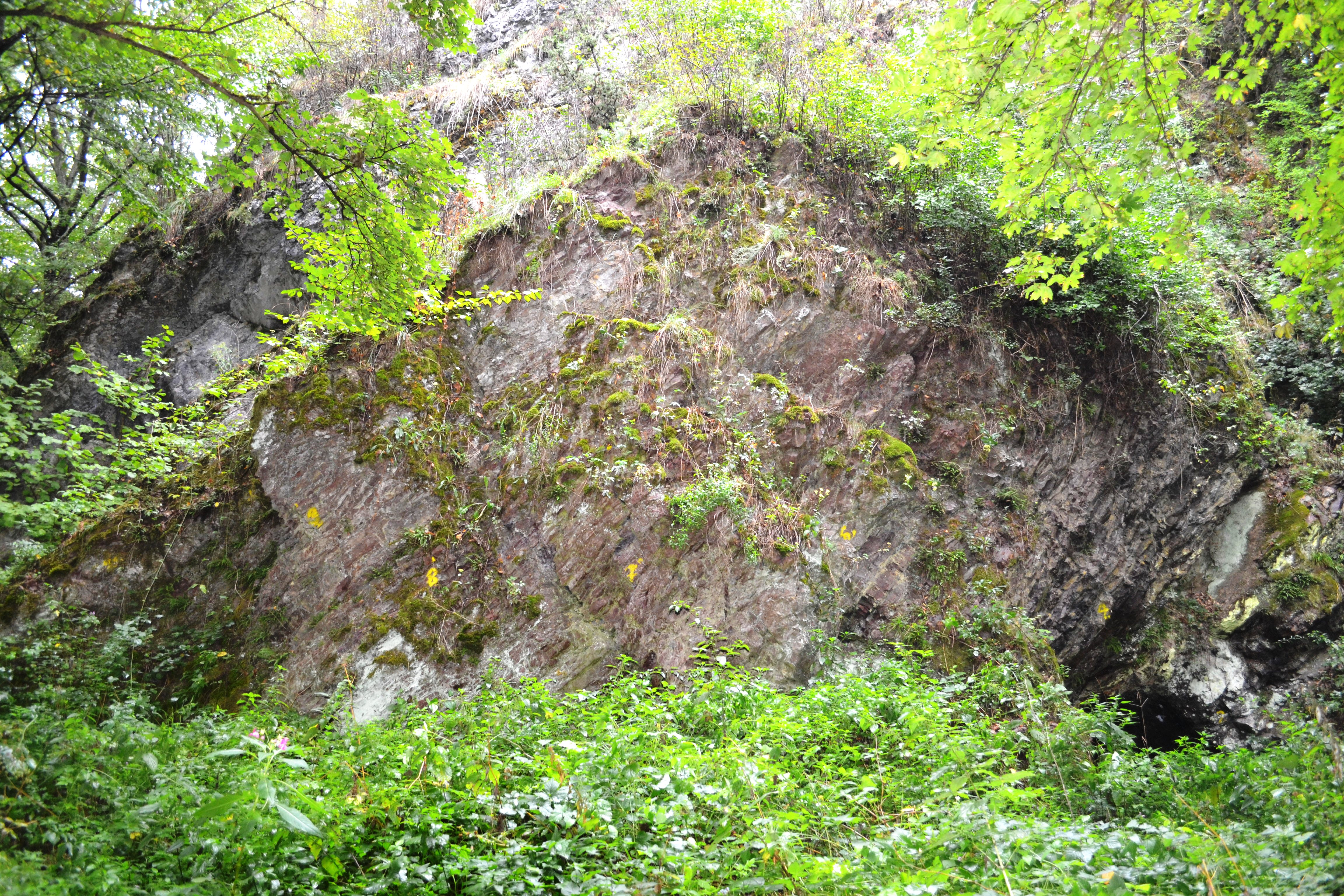
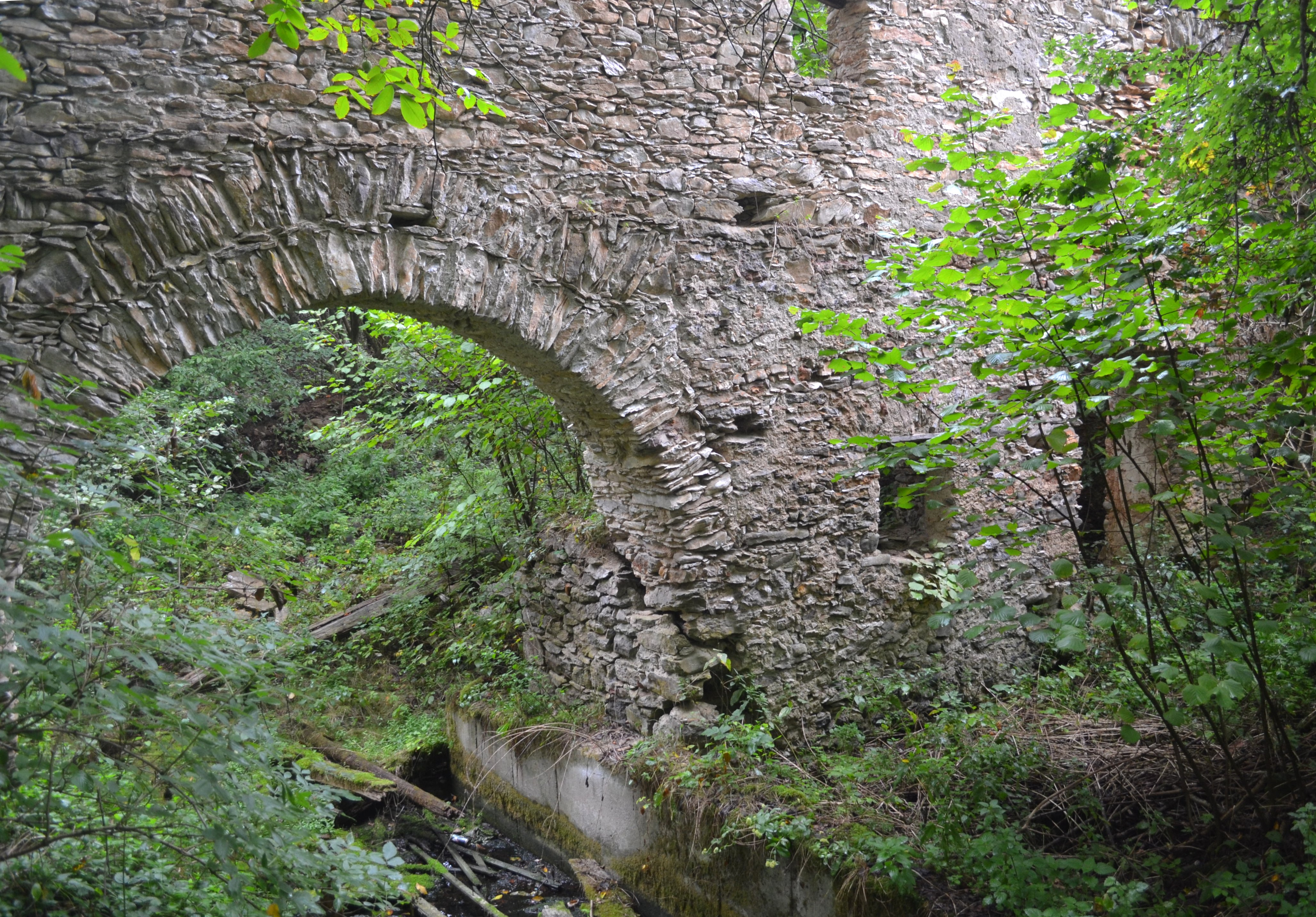
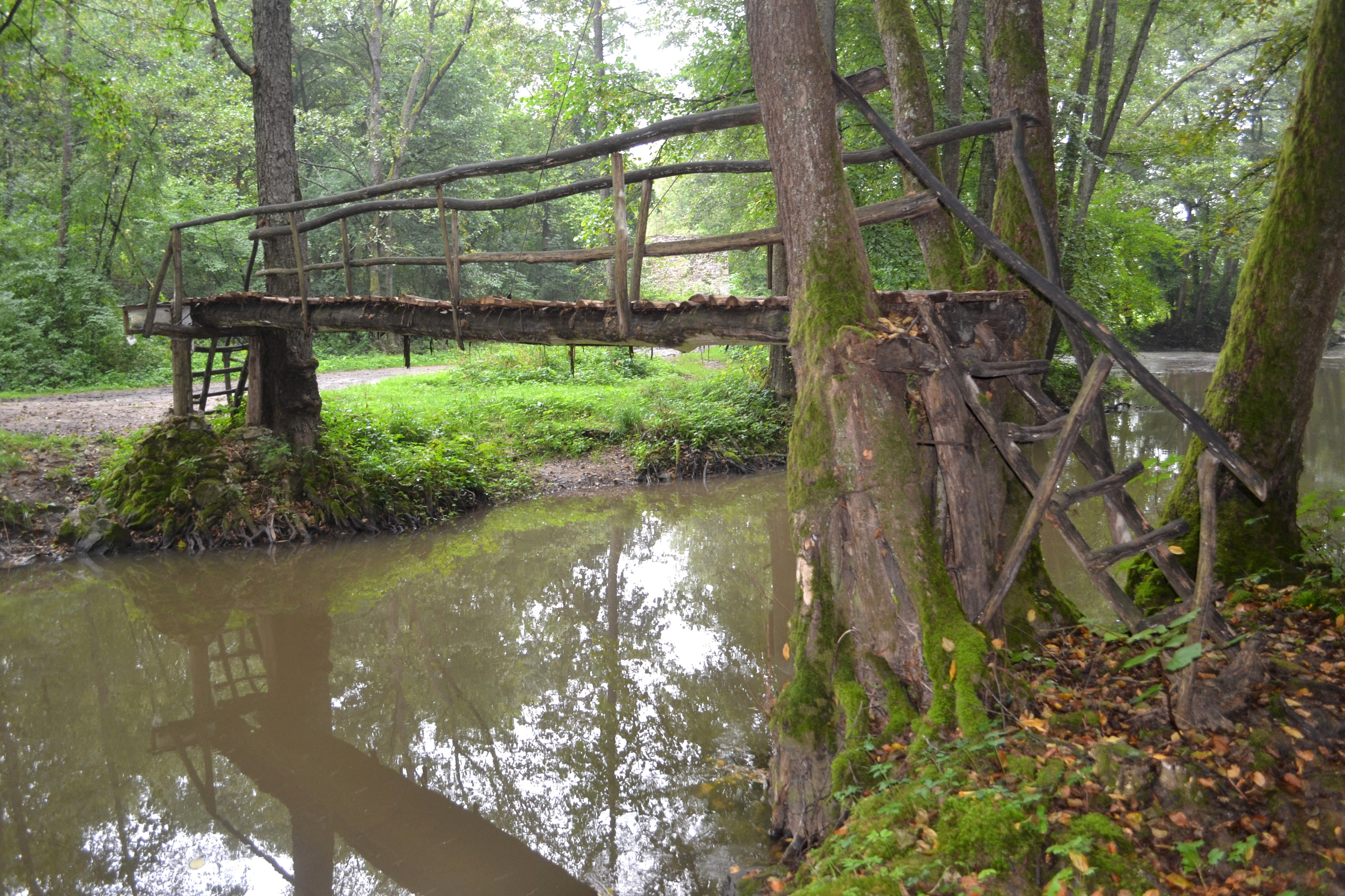
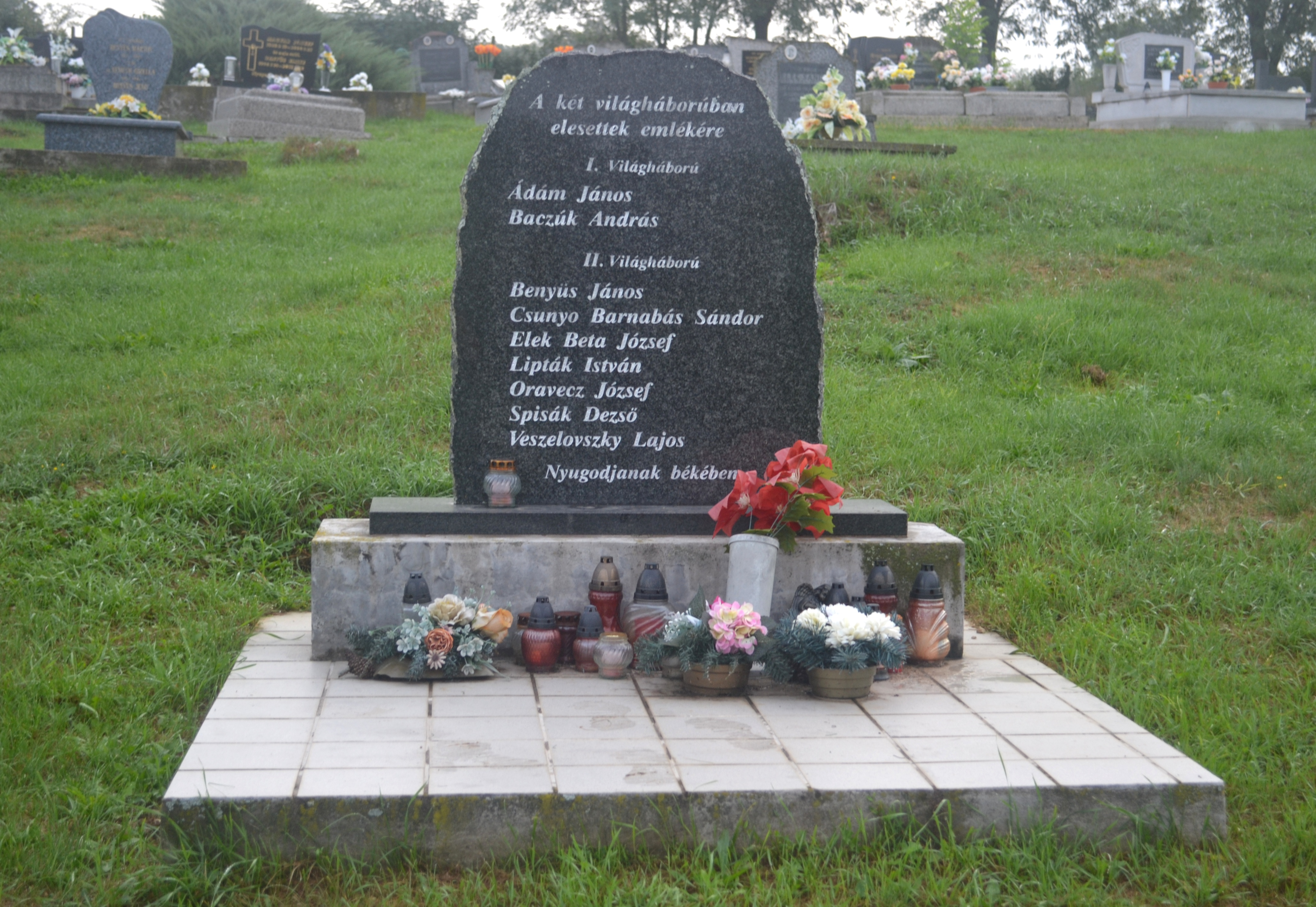
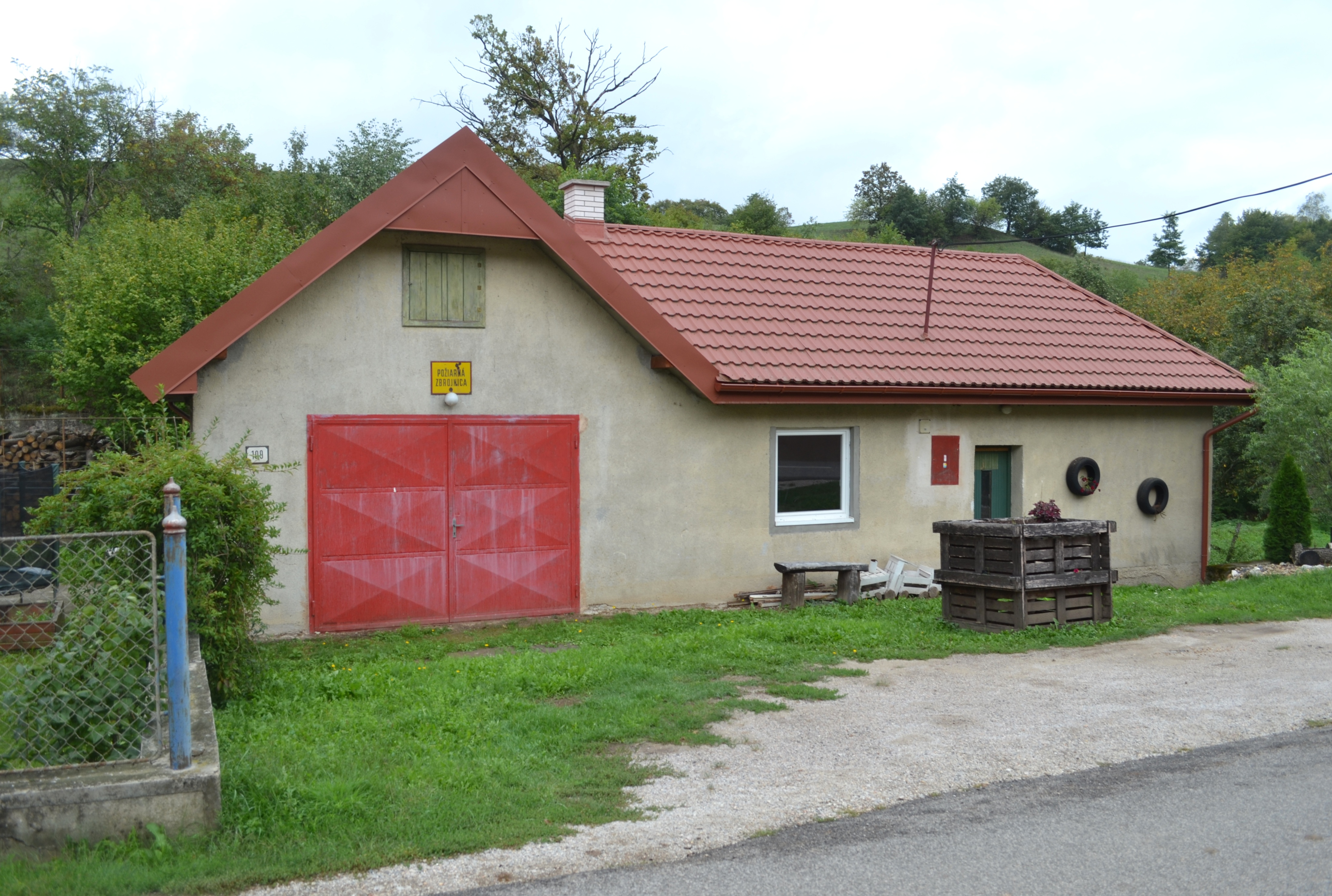
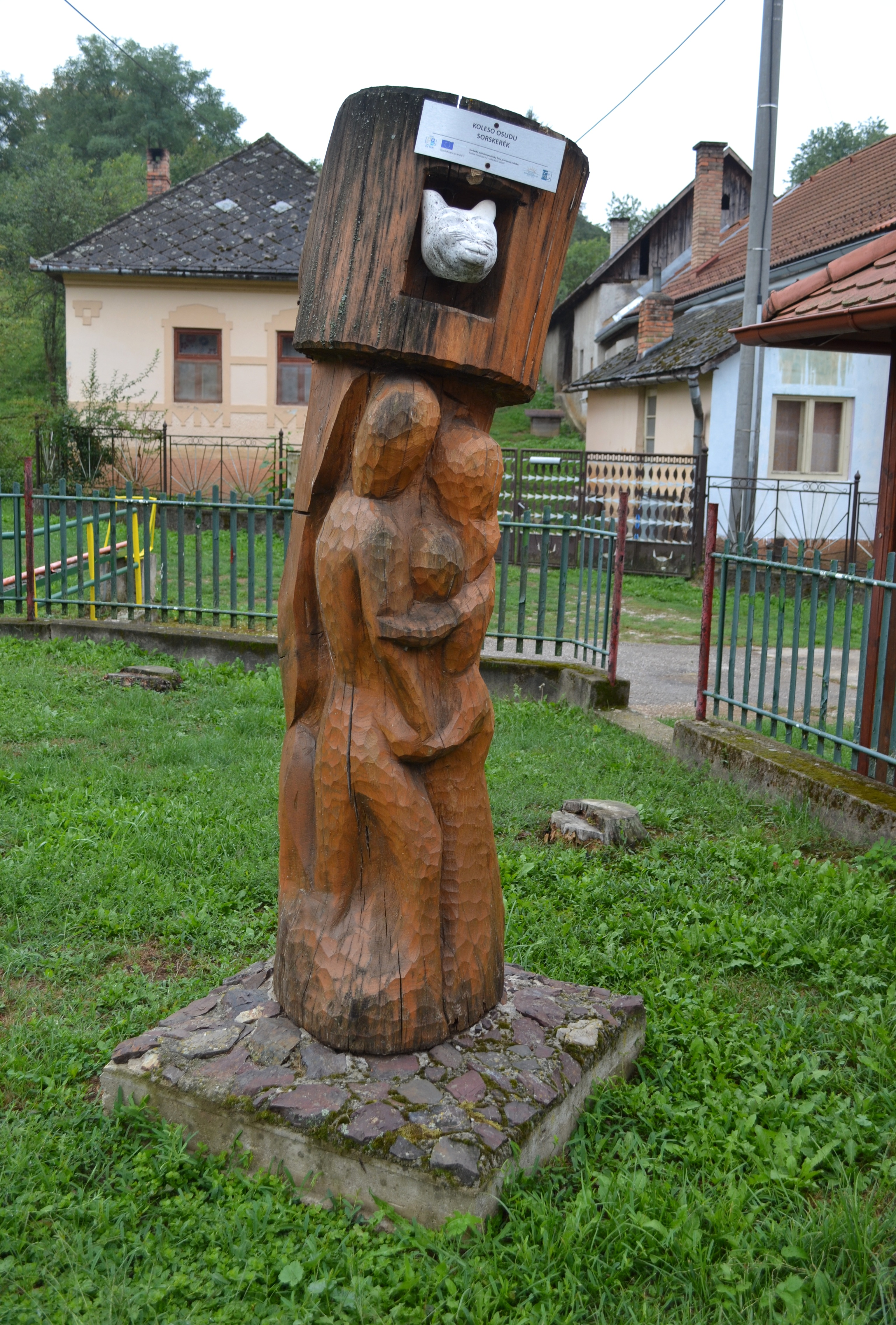

- Evangélikus temploma 1790-ben épült.
- Római katolikus temploma 1873-ban épült historizáló stílusban.
- Jellegzetes 19. századi kőházai, fazekasműhelyekkel és gazdasági épületekkel.
- A mellétei óceán nyomait 1973-ban Rudolf Mock és Heinz Kozur fedezték fel.[7]

## Neves személyek
- Itt született Kövesdi Károly költő.